# Celso Grebogi
Celso Grebogi (* 27. července, 1947, Curitiba) je brazilský teoretický fyzik , který pracuje v oblasti teorie chaosu. Je jedním z průkopníků oblasti nelineárních a složitých systémů a teorie chaosu. V současné době pracuje na University of Aberdeen. Udělal rozsáhlý výzkum v oblasti fyziky plazmatu, poté se začal věnovat teorii dynamických systémů. Se svými kolegy Edwardem Ottem a Jamesem Yorkem ukázal na početním příkladu, že chaotický atraktor může konvertovat do některého z velkého množství možných časově periodických pohybů pouze malými odchylkami závislými na čase. Tento článek je považován za jedno z klasických děl v teorii řízení chaosu a jejich metoda řízení je známa jako OGY metoda.

## Oblasti výzkumu
Grebogi pracoval v oblasti dynamiky nelineárních a komplexních systémů včetně chaotické dynamiky, fraktální geometrie, biologie systémů, advekce kapalin a relativistické kvantové chaotické dynamiky.

## Editované publikace
Grebogi a Miguel Sanjuán z Rey Juan Carlos University ve Španělsku byli editory knihy Recent Progress in Controlling Chaos.